# 다이쇼 정변
다이쇼 정변(大正政変)은 제1차 호헌 운동의 여파로 1913년(다이쇼 2년) 2월 제3차 가쓰라 내각이 무너진 사건을 말한다. 넓게 보면 제2차 사이온지 내각이 무너지고 제3차 가쓰라 내각을 거쳐 제1차 야마모토 내각의 시대까지를 포함한다.

## 게이엔 시대

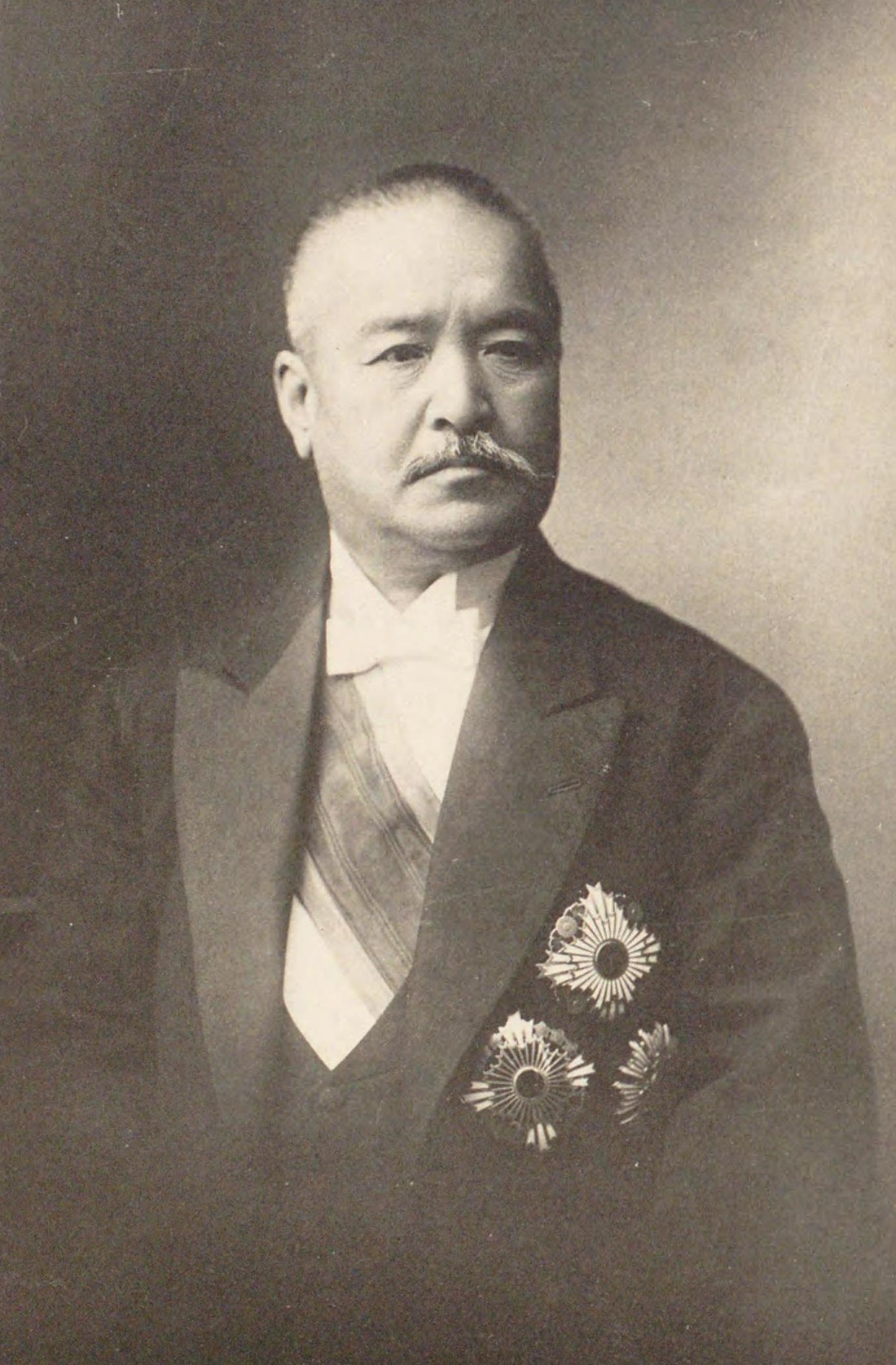
가쓰라 다로

일본 제국은 메이지 유신을 주도한 서남 웅번(특히 삿초)이 주도하여 탄생했으며 이후 이들은 번벌이 되어 권력의 주도권을 쥐게 되었다. 번벌은 중의원을 장악한 민당과는 거리를 두는 초연주의를 표방했지만 제국의회의 협조 없이 법안과 예산을 성립시킬 수 없어 정권 운영이 여의치 않았고 역대 번벌 내각은 의회에 어떻게 대응할지를 놓고 고심했다.
1901년 유신을 주도한 원로 세대들이 물러나고 다음 세대인 가쓰라 다로와 사이온지 긴모치가 각각 군벌과 민당의 리더가 되었다. 둘 사이에서는 타협이 이루어졌고 비교적 안정된 정권 운영이 이루어졌다. 두 사람은 번갈아가면서 총리직에 올랐고 이 시대를 두 사람의 이름을 따서 게이엔 시대라 불렀다.
하지만 게이엔 시대의 안정성은 번벌과 민당(특히 입헌정우회)이 권력을 독식한 상황 속에서 대외적으로만 그렇게 보였을 뿐 정권 내부에서는 이익 유도 등을 둘러싸고 내분이 끊이지 않았다. 번벌의 정점에 서서 여전히 권력의 실세로 군림하던 야마가타 아리토모는 본능적으로 정당 정치를 혐오했고 사이온지 아래서 정우회의 당무를 실질적으로 담당하던 하라 다카시는 당세 확장을 위해 지방으로의 이익 유도에 적극적이었기에 두 사람의 갈등이 심각했다. 1911년 8월 제2차 가쓰라 내각이 수립될 당시 하라는 가쓰라의 정계 은퇴를 획책했고 정우회에 비교적 우호적인 가쓰라에게 반감을 가지고 있던 야마가타도 가쓰라를 대신해 데라우치 마사타케 등의 다음 세대들을 육성하는 등 가쓰라의 정치적 기반을 무너뜨리고자 했다.
다만 가쓰라 역시 정우회에 무조건적인 호의를 보낸 것은 아니었기에 정우회에 의해 장악된 중의원에 견제 세력을 만들 필요성을 느끼게 되었다. 가쓰라는 1912년 7월 6일 시베리아 횡단 철도를 통해 직접 영국을 방문해 양당제를 통한 의회제 민주주의를 배워 이를 일본에 도입하고자 했다. 하지만 러시아 제국 상트페테르부르크에 도착했을 때 메이지 천황이 중태에 빠졌단 소식을 듣고 시찰을 취소한 뒤 곧바로 귀국했다. 천황은 가쓰라가 귀국하기 전인 29일에 서거했다.
천황이 서거한 뒤 야마가타는 가쓰라를 내대신 겸 시종장으로 추천했다. 이는 사실상 가쓰라의 정계 은퇴를 강요한 것이었지만 천황에게 받은 은혜를 갚아야 한다는 명목으로 어쩔 수 없이 가쓰라는 8월 13일 이를 받아들였다. 이후 야마가타는 가쓰라에게 원수 칭호를 내리도록 다이쇼 천황을 설득했다. 이는 가쓰라를 현역 신분에서 후비역으로 편입시키는 것과 함께 「치안경찰법」의 규정에 따라 정치 결사에 관여하지 못하도록 만들기 위함이었다. 결국 11월 28일 가쓰라는 후비역에 편입되었지만 정계에서 완전히 은퇴할 생각은 없었다.

## 사이온지 내각의 붕괴
1907년 향후의 군사 전략에 대한 제국국방방침이 정해졌다. 이에 따라 육군은 2개 사단 증설을, 해군은 전함 1척과 순양함 3척의 증함을 요구했다. 하지만 당시 내각을 이끌던 사이온지는 러일 전쟁 이후의 재정난 극복을 위해 긴축 재정 방침을 고수하고 있었다.
1912년 8월 무렵부터 정우회와 육군 간의 갈등이 깊어지기 시작했다. 육군 내의 강경파들은 제1차 사이온지 내각을 뒤엎어서 데라우치를 총리로 내세워야 한다고 주장했지만 야마가타는 여론의 반발을 의식해 도각에는 신중한 입중이었다. 가쓰라를 정계에서 은퇴시킨 상황이라 정우회와의 연결 고리가 사라진 현재 정우회와의 관계를 악화시킬 수는 없다고 판단한 야마가타는 2개 사단 증설이 불가능하면 군비를 충실히 하여 부분적으로 증군하거나 1년 연기하는 안 등 여러 가지 타협안도 준비했다.
우에하라 유사쿠 육군대신은 정우회와 육군 사이에서 고민하다가 여론을 의식한 육군 내 타협적 움직임에 따라 2개 사단 증설 요구를 철회했다. 하지만 정계 복귀를 모색하는 가쓰라와 사쓰마벌의 복권을 기도하는 해군차관 다카라베 다케시는 정우회와 육군 사이를 이간질하고자 사단 증설을 강하게 요구했다.
결국 11월 30일 내각회의에서 우에하라는 당장 다음 해에 2개 사단을 증설해달라고 요구했지만 사이온지는 이번에도 거절했다. 우에하라의 갑작스런 행동에 놀란 야마가타는 육군과 정우회의 회합이 필요하다고 생각해 천황의 조칙을 받고자 12월 1일 직접 조칙의 초안을 작성해 천황에게 제출하려고 했지만 내대신이던 가쓰라가 이를 방해해서 이루어지지 못했다. 그리고 다음 날 우에하라는 천황을 찾아가 단독으로 사표를 제출했다. 가쓰라는 시종장 자격으로 사이온지와 면회했는데 구두로 사단 증설을 요구했고 군 내부의 분위기 때문에 우에하라가 물러나도 후임자를 추천하기 어렵다는 의견을 전달했다. 군부대신 현역 무관제로 인해 육군이 대신 후보자를 천거하지 않으면 대신을 임명할 수 없었고 이는 곧 내각의 붕괴를 의미했다.
3일 사이온지는 야마가타와 회담했다. 사이온지는 자신이 제출한 조칙이 가쓰라의 방해로 천황에게 전달되지 않은 사실을 아직 몰랐기에 사단 증설 문제에 대해 타협할 수 있다고 생각했고 사이온지는 야마가타가 우에하라의 배후에서 도각을 계획하고 있다고 판단했다. 결국 둘의 회담은 실패로 끝났고 5일 사이온지 내각은 총사직했다.

## 가쓰라 내각의 성립과 호헌 운동
야마가타는 원로회의(멤버는 야마가타, 이노우에 가오루, 마쓰카타 마사요시, 오야마 이와오, 가쓰라)를 소집해서 차기 총리를 정하고자 했지만 난항을 겪었다. 원로이기도 했던 마쓰카타는 총리직 복귀를 거절했고 해군의 유력자인 야마모토 곤노효에는 세대 교체 요구 때문에 부결되었고 전직 내무상 히라타 도스케는 정권 운영의 곤란함을 이유로 사양했다. 가쓰라는 조선총독 데라우치를 추천했지만 데라우치를 아끼던 야마가타가 이를 막아섰다.
후계 총리 인선이 난항을 겪자 세간에서 사이온지 내각을 무너뜨린 번벌과 육군, 특히 그들의 배후로 인식된 야마가타의 횡포에 대한 비판이 높아져갔다. 13일 도쿄의 신문기자와 변호사가 헌정진작회를 조직하여 2개 사단 증설 반대를 결의했으며 다음 날에는 사교클럽 고준샤가 시국간담회를 열어 헌정옹호회를 창립했다. 19일 가부키자에서 정우회, 입헌국민당의 대의원들과 신문기자, 실업가, 학생 등 3,000여 명이 모여 헌정 옹호 운동을 벌였다. 이 운동은 훗날 제1차 호헌 운동으로 불리게 된다.
야마가타는 더 이상 후계 총리 인선을 늦출 수 없었기에 결국 가쓰라를 천거했고 17일 정식으로 대명이 떨어졌다. 정치에 관여하지 않는 내대신이 조각을 하는 것에 대한 비판이 있자 가쓰라는 "경에게 보국의 중임을 맡기고자 한다"는 천황의 조칙을 하사받는 것으로 극복했다. 하지만 이는 천황을 정치적으로 이용한다는 비판을 초래했다. 가쓰라는 전임 사이온지 내각이 무너지게 된 계기였던 사단 증설을 동결하기로 했고 자연스럽게 해군의 증함 문제도 함께 동결됐다. 대신 국방회의를 만들어 추후 심의하기로 했는데 해군 내부에서 반발이 있어 해군대신을 추천하지 않음으로써 가쓰라 내각에 압력을 가해야 한다는 얘기가 나왔다. 가쓰라는 이번에도 천황으로부터 조칙을 받아내서 사이토 마코토 해군대신을 유임시키는데 성공했다. 세간에서 천황을 이용한다는 비판이 더욱 거세지는 상황 속에서 가쓰라는 21일 세 번째 내각을 발족시켰다.

## 정우회와 국민당의 제휴

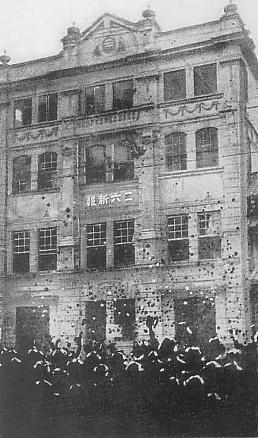
1913년 2월 10일 군중의 습격을 받는 니로쿠신보사 건물

야마가타는 가쓰라가 사실상 붕괴된 게이엔 체제를 부활시켜 정우회와의 제휴를 통해 정권을 운영할 것이라 기대했다. 하지만 가쓰라는 과거에 구상했던 양당제안을 다시 들고 나와 신당 설립을 추진했다. 그래서 가쓰라는 3차 내각을 꾸리면서 야마가타의 계열에 속하는 각료를 배제했으며 내각이 정식으로 발족하기 전인 18일 사이온지를 찾아가 "정우회에 대해 후의(厚意)를 바라기는 하지만 특별히 희망하는 사항은 없다"라며 정우회와 제휴할 뜻이 없음을 보였다.
정우회 역시 더 이상 가쓰라를 지지하지 않고 호헌 운동에 참여했으며 게이엔 체제에서 소외되어 있던 국민당과의 제휴를 추진했다. 27일 정우회와 국민당 소속 의원들은 신문기자, 학자 등과 함께 호헌 운동을 지방으로 확대할 것을 결정했으며 1913년 1월부터 호헌 운동은 전국적으로 퍼져나가기 시작했다. 러일 전쟁 이후 증세에 괴로워하던 상공업자와 도시 민중들도 이에 적극적으로 호응했다.
가쓰라는 정우회가 추진했던 지방 이익 유도 정책을 시정한다는 명목으로 행재정 정리를 추진하고 국방회의를 설치해 군비 확장 관리를 제도화하고 야마가타를 견제하기 위해 군무대신 무관제를 폐지하고자 했다. 호헌 운동에 대해서는 낙관적인 전망을 가지고 있었는데 자신의 신당 구성이 본격적으로 궤도에 오르면 여론의 공세는 번벌과 정우회를 향하고 자신이 여론의 지지를 얻을 수 있을 것이라 생각했다. 1913년 1월 20일 가쓰라는 신문기자를 모아 신당 입헌동지회 결성 구상을 공표했다. 다음 날 의회가 개회하자 정우회는 내각불신임안을 제출했고 가쓰라는 기선 제압을 위해 15일간 정회를 명했다.
하지만 이는 호헌 운동을 과열시키는 악영향을 낳았다. 24일 도쿄 신토미자에서 헌정옹호대회가 열려 3천 명이 참여했고 회장 밖에도 2만 명이 넘는 군중이 모여들었다. 당시 가쓰라는 이미 야마가타와 절연한 상태였지만 번벌 내부의 자세한 사정을 모르는 대중은 여전히 가쓰라를 야마가타의 부하로 인식하고 있었고 야마가타에 대한 대중의 비판은 가쓰라에 대한 비판으로 이어졌다. 2월 5일 정회가 끝난 뒤 의회가 다시 문을 열었고 정우회와 국민당은 곧장 내각불신임안을 제출했다. 오자키 유키오 국민당 의원의 가쓰라 탄핵 연설도 이때 나온 것이다.

… 그들은 항상 입을 열면 충애를 외치며 마치 충군애국은 자신들의 전매특허인 것마냥 말하고 있다. 하지만 하는 행동을 보면 항상 옥좌의 그늘에 숨어 정적을 저격하는 듯한 거동을 취하고 있다. 그들은 옥좌를 흉벽으로 삼고 조칙으로 탄환을 대신해 정적을 쓰러뜨리려고 하고 있지 않은가. …

오자키의 연설로 의회는 소란스러워졌고 가쓰라는 다시 5일간 정회를 명했다. 의회를 둘러싸고 있던 군중들도 소란스러워지기 시작했다.

## 가쓰라 내각의 붕괴
가쓰라는 예상과 달리 여론의 지지를 얻지 못하자 동요하기 시작했다. 외무대신 가토 다카아키는 메이지 천황의 복상 기간 중임을 명분으로 다이쇼 천황으로부터 정쟁을 중지하라는 조칙을 받자고 제안했다. 이는 1910년 조지 5세가 영국의 군주로 즉위하고 정쟁을 중지하라는 조칙을 내린 것을 따라한 것으로 보인다. 국무회의 논의에서 조칙 발포 방침이 결정되자 8일 가쓰라는 사이온지를 만나 해당 조칙에 대한 정우회의 태도를 물었다. 사이온지는 "내각을 둘러싼 상황이 안타깝긴 하지만 내가 당을 억누를 수는 없다"라며 조칙 발포를 묵인했다. 정우회의 당무를 담당하는 하라와 마쓰다 마사히사의 찬동을 얻은 사이온지는 다음 날 천황을 알현해 조칙을 받았다. 그날 밤 정우회와 국민당은 조칙을 받들겠다고 결의했다. 정치권이 조칙으로 바쁜 그날 료고쿠 국기관에서 2만여 명의 청중이 결집한 가운데 헌정옹호대회가 열렸다.
10일 아침 수만 명의 민중이 의사당을 포위했다. 그 시각 야마모토가 총리대신 관저를 찾았다. 가쓰라 내각과 거리를 두고 있던 해군은 가쓰라가 또다시 천황을 방패로 삼아 사태를 극복하려 한 것에 분개하고 있었다. 야마모토는 "어린 황제를 품고 정권을 제멋대로 운영한다"라고 가쓰라를 매도했고 가쓰라는 "나는 지위에 연연하지 않는다. 자네가 대신하고 싶으면 그렇게 하는 것이 어떤가"라며 응수해 면담은 단시간에 끝났다. 야마모토는 관저를 나와 그 길로 사이온지를 만나러 갔지만 당시 정우회 본부에 사이온지는 없었다. 대신 대의원들과 만나 자신이 가쓰라와 했던 대화를 들려주자 의원들은 의기양양해져 반 가쓰라의 기세를 드높였다. 뒤늦게 도착한 사이온지는 사태를 막고자 했지만 설득에 실패했고 정우회는 가쓰라 내각 타도를 최종 결정했다.
가쓰라 내각은 조칙이 내려졌음에도 불구하고 정우회가 도각을 결정하자 불쾌한 감정을 숨기지 않았고 가쓰라는 해산과 조기 총선을 실시하고자 했다. 하지만 오오카 이쿠조 중의원 의장이 가쓰라와 면담하여 지금 의회를 해산하면 내란이 일어날 수도 있다는 충고를 건넸다. 전국이 소란스러워지면 경찰력만으로 이를 진압하기는 힘들어 계엄령을 발동해 군이 투입될 것이고 이는 군의 정치적 영향력을 강화시켜 가쓰라가 만든 입헌동지회의 기반을 세우기 힘든 환경이 조성될 우려가 있었다. 결국 가쓰라는 내각총사직을 결의하고 이를 위해 의회에 다시 정회를 명했다. 하지만 내각총사직에 대한 소식보다 정회에 대한 소식을 먼저 들은 군중은 가쓰라가 또 시간끌기에 나섰다고 판단하여 일부가 폭도로 돌변하여 파출소나 친정부 언론사인 국민신문사를 습격하는 일이 발생했다. 입헌동지회 소속 대의원들의 저택도 습격을 받아 치안 유지를 위해 군이 출동하기도 했다.
11일 가쓰라는 세 번째 내각을 꾸린 지 53일 만에 총사직했다. 후임 총리를 결정하기 위해 원로회의가 열렸는데 야마가타는 정당 내각의 출현을 원치 않아 사이온지에게 다시 정권을 맡아줄 것을 요청했다. 하지만 사이온지는 천황의 조칙을 관철하지 못했단 이유로 정우회 총재직에서 물러난 뒤였다. 사이온지는 대신 야마모토를 추천했고 원로회의가 이에 찬성하여 야마모토에게 대명이 내려졌다. 하라와 마쓰다는 당초 각외협력만 할 생각이었지만 사이온지의 권유로 각료를 배출해 여당으로써 정권에 참여하게 됐다. 나중에 정우회에 입당한 각료를 포함하면 각료의 절반을 정우회가 차지하게 돼 정우회 내각을 야마모토가 이끄는 모양새가 됐다. 제1차 야마모토 내각은 20일에 정식 발족했다.
가쓰라 내각은 무너졌지만 소요는 계속되었다. 가쓰라의 섣부른 정회 명령이 도쿄에서 폭동을 불렀는데 이는 오사카, 고베, 히로시마, 교토 등지로 번져나갔고 야마모토 내각 성립에 참여한 정우회에게도 불똥이 튀어 정우회 본부가 습격을 받기도 했다. 정우회를 실질적으로 이끌게 된 하라의 저택도 습격을 받았다.

## 영향
군중의 압력에 굴복해 일본 헌정사상 처음으로 정권을 포기한 가쓰라였지만 입헌동지회 조직은 계속 추진했다. 하지만 이 무렵 이미 병에 걸려 있던 가쓰라는 10월 10일 서거했다. 2개월이 지난 12월 23일 입헌동지회가 정식으로 창당되었으며 이후 동지회는 반 정우회 세력과 합종연횡을 반복하다 입헌민정당으로 발전해 가쓰라가 꿈꿨던 양당제의 한 축을 담당하게 된다.
정우회는 야마모토 내각을 지지함으로써 여당에 복귀했다. 하지만 이 과정에서 오자키 등 일부 의원들이 반발하여 중정회를 창당했다. 사이온지가 물러난 뒤 정우회는 명실공히 하라가 최고 실력자가 되었고 하라는 1918년 조각의 대명까지 받게 된다. 하라는 3년만에 암살되지만 이후에도 정우회는 일본 정치의 중요한 축을 담당했으며 1940년 대정익찬회에 합류할 때까지 원내1당의 자리를 오랫동안 유지했다.

## 같이 보기
- 게이엔 시대
- 호헌 운동
- 다이쇼 데모크라시
- 군부대신 현역 무관제

## 참고 문헌
- 이토 유키오 (2009년). 《山県有朋－愚直な権力者の生涯》 [야마가타 아리토모-우직한 권력자의 생애] (일본어). 분게이슌주. ISBN 978-4-16-660684-9.
- 이토 유키오 (2016년). 《元老ー近代日本の真の指導者たち》 [원로-근대 일본의 진짜 지도자들] (일본어). 중공신서.
- 오쿠보 도시아키 (1964년). 《日本全史10　近代3》 [일본전사 10 - 근대 3] (일본어). 도쿄 대학 출판회.
- 고바야시 미치히코 (2006년 12월 10일). 《桂太郎 予が生命は政治である》 [가쓰라 다로 - 나의 생명은 정치다] (일본어). 미네르바 서방. ISBN 4-623-04766-0.
- 마스미 준노스케 (1988년 5월 25일). 《日本政治史 2 藩閥支配、政党政治》 [일본정치사 2 - 번벌의 지배, 정당 정치] (일본어). 도쿄 대학 출판회. ISBN 4-13-033042-X.
- 마쓰오 다카요시 (2001년 6월). 《大正デモクラシー》 [다이쇼 데모크라시] (일본어). 이와나미 서점. ISBN 4006000553.
- 야마모토 시로 (1970년). 《大正政変の基礎的研究》 [다이쇼 정변의 기초적 연구] (일본어). 御茶の水書房.